# Zatępka polna
Zatępka polna (Pedinus femoralis) – gatunek chrząszcza z rodziny czarnuchowatych i podrodziny Tenebrioninae. Zamieszkuje palearktyczną Eurazję od Europy Zachodniej po wschodnią Syberię i zachodnie Chiny.

## Taksonomia
Gatunek ten opisany został po raz pierwszy w 1767 roku przez Karola Linneusza w 13. wydaniu Systema Naturae pod nazwą Tenebrio femoralis. W 1802 roku Pierre-André Latreille wylistował go jako jeden z dwóch gatunków rodzaju Pedinus,  wprowadzonego wcześniej w 1797 roku bez podawania podtaksonów. W 1835 roku James Francis Stephens dokonał wyznaczenia T. femoralis gatunkiem typowym owego rodzaju.
Wyróżnia się w obrębie omawianego taksonu dwa podgatunki:
- Pedinus femoralis femoralis (Linnaeus, 1767)
- Pedinus femoralis volgensis Mulsant et Rey, 1853

## Morfologia
Chrząszcz o krępym, owalnym w zarysie ciele długości od 7 do 10 mm, ubarwionym czarno lub brunatnoczarno, z wierzchu niemal matowym, od spodu błyszczącym. Pokrój jest smuklejszy niż u P. helopioides i P. fallax.
Głowa jest poprzeczna, gęsto punktowana, na przedniej krawędzi pośrodku wykrojona, o oczach całkowicie podzielonych występami policzków. Czułki sięgają do tylnego brzegu przedplecza.
Przedplecze jest po bokach zaokrąglone, najszersze w połowie długości, pokryte płytkimi punktami, które po bokach wydłużają się trochę, ale nie łączą w podłużne smużki. Mniej więcej tak szerokie jak przedplecze pokrywy mają płytko punktowane rzędy i wyraźnie mikrorzeźbione, bardzo drobno i płytko punktowane międzyrzędy. Człony od pierwszego do trzeciego przednich stóp u samca są rozszerzone, a u samicy wąskie. Odnóża środkowej pary samca mają słabiej zakrzywione niż w przypadku P. helopioides i P. fallax, niemal proste u szczytu golenie. Tylna para odnóży samca cechuje się długo owłosionymi udami bez ząbka na wierzchołku.

## Ekologia i występowanie
Owad kserofilny, zamieszkujący stanowiska ciepłe i suche, chętnie o piaszczystym podłożu, w tym stepy, trawiaste zbocza i pola uprawne. Larwy przechodzą rozwój w glebie, gdzie żerują głównie na korzeniach roślin. Postacie dorosłe bytują pod kamieniami, bryłami ziemi, wyschniętymi odchodami i szczątkami roślinnymi. Żerują na martwej materii roślinnej.
Gatunek palearktyczny, kontynentalny. W Europie znany jest z południowej i środkowej Francji, Niemiec, Szwajcarii, Austrii, północnych Włoch, Polski, Czech, Słowacji, Węgier, Białorusi, Ukrainy, Mołdawii, Rumunii, Bułgarii, Grecji oraz europejskich części Rosji i Turcji. W Azji podawany jest z syberyjskiej części Rosji, Armenii, Kazachstanu i chińskiego Sinciangu. W Polsce stwierdzony został na stosunkowo nielicznych stanowiskach.